# تیتوم ۳۷۴۸
سیارک ۳۷۴۸ (به انگلیسی: 3748 Tatum، نامگذاری:1981JQ) سه هزار و هفتصد و چهل و هشتمین سیارک کشف شده‌است که در ۳ مه ۱۹۸۱ کشف شد.
قدر مطلق سیارک برابر ۱۲٫۷۰ است.